# Аџдабија
Аџдабија (арап. أجدابيا) је град у Либији, у регији Аџдабија. По подацима из 2010. у граду је живело 76.968 становника. Аџдабија је главни град провинције Ел Вахат у североисточној Либији. Налази се око 160 километара јужно од Бенгазија. Од 2001. до 2007. град је био део и главни град ппровинције Аџдабија. Аџдабија је подељена у три основна народна конгреса: Северна Аџдабија, Западна Аџдабија и Источна Аџдабија.